# Pirámide de Dyedefra
La pirámide de Dyedefra es una pirámide construida como enterramiento para el faraón Dyedefra, en Abu Roash, a 8 kilómetros de Guiza (Egipto), en el siglo XXVI a. C. Es la pirámide más septentrional de Egipto, y se encuentra en ruinas desde la Antigüedad. Otros faraones de la dinastía IV iniciaron la construcción de Dyedefra pero quedaron sin concluir.

## Historia
La historia de esta pirámide es objeto de controversia, pues estudios en la primera década del siglo XXI indican que la explicación tradicional ofrecida sobre esta pirámide estaba equivocada.

### Hipótesis clásica
Tradicionalmente se pensaba que el faraón Dyedefra, uno de los hijos de Jufu (el constructor de la Gran Pirámide) asesinó a su hermano para erigirse en faraón, y que los conflictos familiares lo impulsaron a alejarse del lugar de enterramiento de su padre, en Guiza. La misma hipótesis planteaba que a su muerte, su sucesor Jafra retornó a la planicie de Guiza para construir su pirámide, mandando destruir la pirámide de Abu Roash en venganza.
Una segunda hipótesis sugería que el corto reinado de Dyedefra, estimado en 8 años, no habría sido suficiente para terminar la gran obra, por lo que nunca se habría acabado.

### Hipótesis moderna
Los estudios recientes sugieren que Dyedefra no asesinó a su hermano, y que la elección del nuevo emplazamiento para la pirámide estuvo motivada por la relativamente avanzada edad del nuevo faraón. La escasez de tiempo le habría impulsado a buscar una solución acelerada para su enterramiento, eligiendo una elevación natural del terreno para su pirámide. Existen indicios de que el faraón no reinó 8 años como antiguamente se pensaba, sino al menos 22, por lo que habría sido posible terminar la obra. Esta teoría se ha visto reforzada por el descubrimiento de construcciones para el culto que perduran hasta la V dinastía; algo que sólo parece tener sentido si efectivamente el enterramiento tuvo lugar.
Varios indicios y descubrimientos recientes inducen a pensar que la demolición de la pirámide sucedió en tiempos romanos, cuando la pirámide fue utilizada como cantera para construir diversos palacios y otros edificios.

## Características

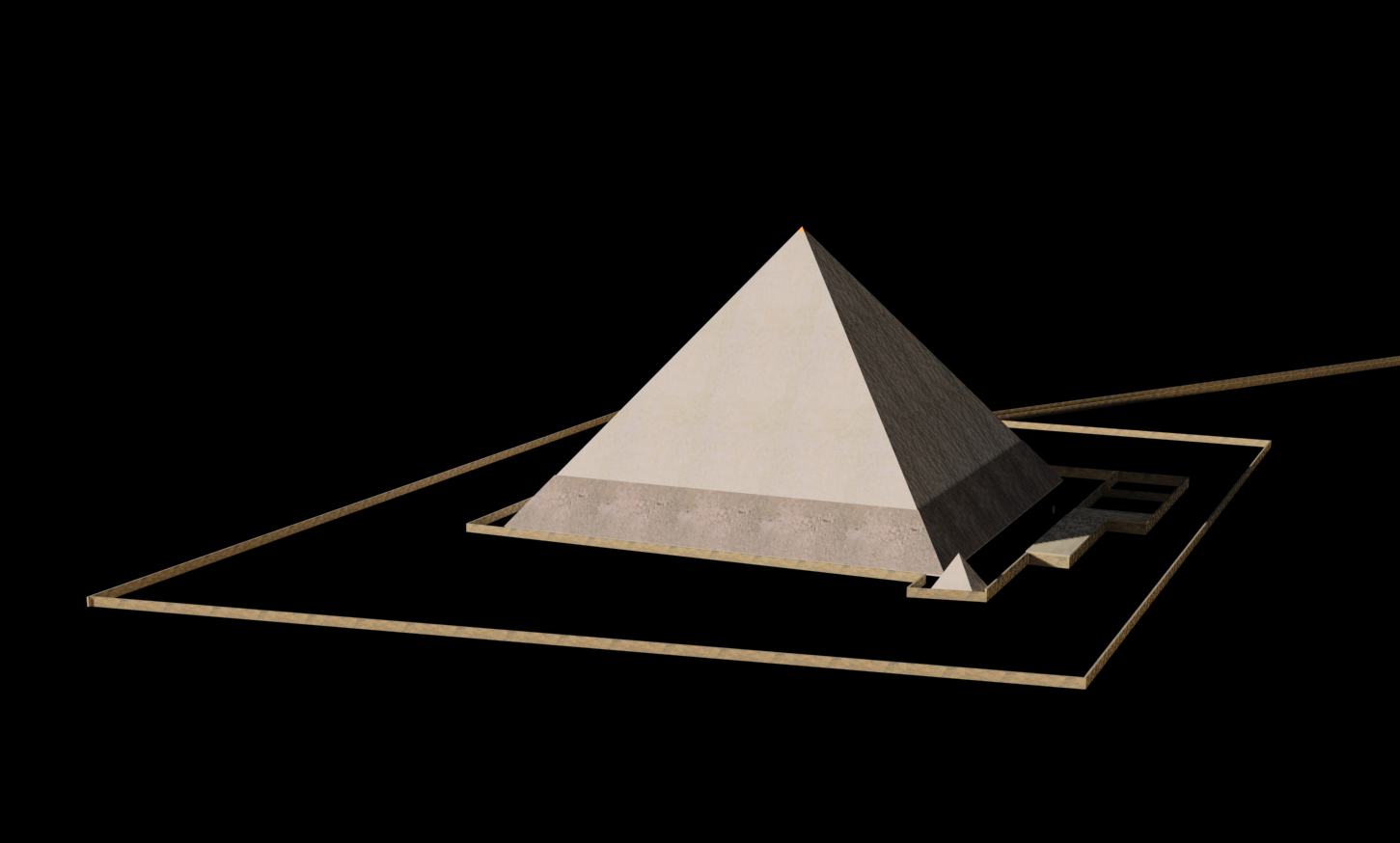
Reconstrucción aproximada de la pirámide según las hipótesis más recientes.

Se estima que la pirámide alcanzó una altura de 68 m, con una base de 106 x 106 m y una inclinación de 52º. Los últimos estudios sugieren que su superficie constaba de tres partes: un zócalo de granito pulido que se alzaba hasta los 12 metros, un revestimiento superior de piedra caliza, y una coronación con un piramidión recubierto de electro (una aleación natural de oro, plata y trazas de otros metales).
Debido a su ubicación en lo alto de una colina, la cumbre de la pirámide se encontraba a 220 m sobre el nivel del mar, 8 metros más alta que la Gran Pirámide.

## Filmografía
- Dan Oliver, Nat Sharman (2008). The Lost Pyramid (DVD, Programa de TV). EE. UU.: Atlantic Productions. Consultado el 2011.